# Глодоська сільська територіальна громада
Глодоська сільська територіальна громада — територіальна громада в Україні, в Новоукраїнському районі Кіровоградської області. Адміністративний центр — село Глодоси.
Площа громади — 244,3 км², населення — 4283 особи (2019).
Утворена 12 червня 2020 року шляхом об'єднання Глодоської, Лісківської та Новомиколаївської сільських рад Новоукраїнського району.

## Населені пункти
У складі громади 11 сіл:
- Вербівка
- Войнівка
- Глодоси
- Козакова Балка
- Ліски
- Мар'янівка
- Михайлівка
- Новомиколаївка
- Новоподимка
- Петрівка
- Подимка